# Santuario militar del monte Grappa
El santuario militar del monte Grappa es el principal y mayor de los osarios militares italianos de la Primera Guerra Mundial. Está situado en la cumbre del monte Grappa, en la frontera entre las provincias de Treviso y Vicenza, a 1 776 metros sobre el nivel del mar.
Santuario monumental, fue construido para recoger en un solo lugar los restos de los soldados enterrados en los cementerios esparcidos en diferentes lugares del macizo del monte Grappa al final de la Primera Guerra Mundial.

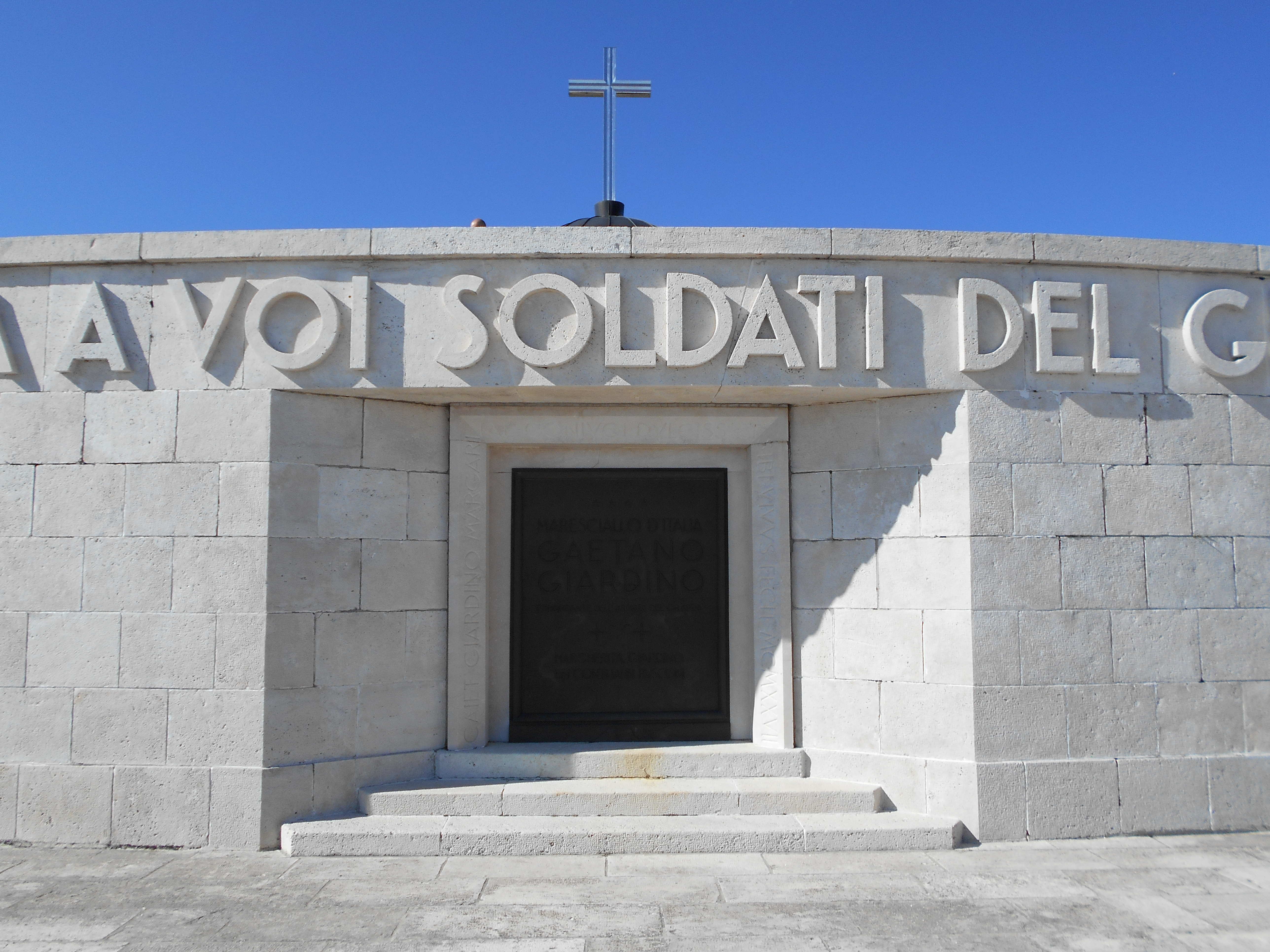
Placa a Gaetano Giardino, comandante del ejército de Grappa, en el centro del santuario.

Allí están enterrados algunos de los que murieron en la batalla de Vittorio Veneto (del 24 de octubre de 1918 al 3 y 4 de noviembre de 1918).
La strada Cadorna (carretera Cardona), construida por soldados y civiles por orden expresa del general Luigi Cadorna para dar apoyo logístico a las líneas defensivas y terminada el 7 de octubre de 1917, conduce al santuario.

## Historia
Una vez finalizada la Primera Guerra Mundial, en 1920, un censo realizado por la Comisión General para el Honor de los Caídos en la Guerra reveló que en las laderas de la montaña había 140 pequeños cementerios con los restos de unos 40 000 fallecidos. En 1925 se decidió construir un único cementerio monumental en los túneles bajo la cima de la montaña, pero, una vez finalizadas las obras, surgieron problemas de humedad en los túneles recién construidos y Mussolini no aprobó el proyecto. El comité fue disuelto y en 1932 Mussolini encargó al general Ugo Cei una nueva comisión encargada de construir un osario monumental adecuado. Por tanto, se decidió construir el actual santuario militar al aire libre.
Su construcción comenzó en 1932, por la misma pareja que creó el Santuario militar de Redipuglia y el Santuario militar di Caporetto, el arquitecto Giovanni Greppi y el escultor Giannino Castiglioni, y su inauguración tuvo lugar el 22 de septiembre de 1935. Su construcción duró solo ocho meses e involucró a 3 000 trabajadores.

## Diseño
El monumento está formado por una serie de niveles semicirculares de tamaños decrecientes, que se extienden a lo largo de la ladera que, desde la carretera, conducen hasta la cima del santuario. Esto permite aprovechar al máximo la pendiente del terreno, limitando las dificultades constructivas y, en definitiva, los costes de construcción. 
El elemento característico del santuario es el motivo de columbario utilizado en los nichos destinados a albergar los restos mortales de los soldados caídos en el campo de batalla. El diseño de columbario, junto con el uso de piedra y bronce para las lápidas de los nichos, pretende recordar el clasicismo romano, tan en auge en la época del régimen fascista que patrocinó el monumento.

## Disposición

Los cuatro osarios del escudo de la provincia de Vicenza: el osario de Pasubio, el osario del monte Cimone, el santuario militar de Asiago y el santuario militar del monte Grappa.

El santuario contiene los restos de 22 910 soldados y está organizado de la siguiente manera:
- sector norte, osario austro-húngaro con 10 295 caídos, de los cuales 295 están identificados.
- sector sur, osario italiano con 12 615 caídos, de los cuales 2 283 están identificados.
- entre los dos osarios discurre la llamada Via Eroica, de 300 metros de longitud, bordeada con 14 grandes lápidas conmemorativas que llevan los nombres de los picos que fueron escenario de la guerra.
- al lado de la Via Eroica están enterrados 53 soldados caídos, encontrados después de su construcción.
- al inicio de la Via Eroica, al norte, se encuentra el portal Roma: diseñado y construido por el arquitecto Alessandro Limongelli y donado por la ciudad de Roma, lleva estas palabras grabadas: Monte Grappa tu sei la mia patria (Monte Grappa eres mi patria), el primer verso de la canción del monte Grappa.
- El centro del osario italiano alberga la capilla de la Madonna del Grappa, la Virgen Auxiliadora colocada en la cima el 4 de agosto de 1901 por el patriarca de Venecia Giuseppe Sarto (futuro Papa Pío X), como símbolo de la fe cristiana del Véneto. Durante la Primera Guerra Mundial, la Madonna del Grappa se convirtió en símbolo de la patria y de la protección divina, hasta el punto de que, una vez reparada de la explosión de una granada, antes de ser colocada en el santuario (4 de agosto de 1921) recorrió Italia en un vagón de ferrocarril mientras la gente pasaba tirando flores, rezando, llorando o arrodillándose.

El santuario también contiene la tumba del mariscal Gaetano Giardino, quien comandó las fuerzas italianas en la montaña durante su defensa en 1917-18.
El osario de Monte Grappa forma parte, con los de Leiten, Pasubio y Tonezza del Cimone, de un conjunto de cementerios militares situados en la provincia de Vicenza.
Entre los numerosos enterramientos, llama especialmente la atención la tumba núm. 107 (sector austrohúngaro) del soldado Peter Pan y también el del soldado italiano Zicchi Antonio, que inicialmente fue catalogado como Ficchi Antonio.